# Jugureni
Jugureni là một xã thuộc hạt Prahova, România. Dân số thời điểm năm 2002 là 742 người.